# Тётушка Ари
Тётушка Ари́, или Эри́ (фр. Arie, Airie) — персонаж французского и швейцарского фольклора; добрая фея, живущая в горах и покровительствующая людям. В областях, где бытовали легенды о тётушке Ари, она считалась также дарительницей рождественских подарков.

## Образ и характеристики
Тётушка Ари известна в фольклоре восточной Франции (Франш-Конте и Бургундии) и Швейцарии (кантон Юра), где считается доброй феей, покровительствующей людям. В 1854 году французский фольклоровед Дезире Монье характеризовал её следующим образом:

Очаровательная фея с ясным челом, любящим сердцем и щедрой, ласкающей дланью, она спускается с эмпиреев, где обыкновенно пребывает, лишь для того чтобы посетить гостеприимные хижины и славные дома, творя им добро.
Оригинальный текст (фр.)Charmante fée au front serein, au cœur aimant, à la main libérale et caressante, elle ne descend de l’empirée, élément où sa divinité fait sa résidence, que pour visiter les cabanes hospitalières et les bonnes maisons où il y a quelque bien à faire.

Описания внешности тётушки Ари разнообразны и противоречивы. Чаще всего говорится, что она немолода, однако, несмотря на седину волос, лицо её остаётся вечно юным. В отличие от других фей, в число её атрибутов не входит волшебная палочка, а наряды отличаются скромностью и простотой. На плечах у неё обычно просторная накидка, на голове — чепец. Вместе с тем тётушке Ари могут приписываться неантропоморфные черты: в частности, иногда утверждается, что у неё гусиные лапы — об этом говорят следы, которые она оставила на золе, рассыпанной местными жителями близ её жилища. Кроме того, некоторые легенды говорят о её способности превращаться в другое существо из французской мифологии — двуногого дракона вуивра. В жаркие летние дни тётушка Ари любит купаться в прохладных горных источниках, и перед тем как погрузиться в воду, оставляет на берегу свою алмазную корону. Обличье вуивра она принимает затем, чтобы испугать тех, кто позарился бы на её алмазы.
По легенде, живёт тётушка Ари в недоступных человеку горных пещерах в окрестностях Бламона, Решези, Бёрневезена, Бонкура. Её неизменный спутник — ослик, вместе с которым она путешествует, посещая, в разных обличьях, людские жилища, чтобы ближе узнать людей и наградить тех, кто этого заслуживает. (В некоторых легендах говорится, что когда тётушка Ари не нуждается в своём четвероногом помощнике, то превращает его в брошь, которой скрепляет полы плаща.) Утверждается, что тётушка Ари ценит трудолюбие и не терпит безделья. Сама она искусная прядильщица, поэтому охотно помогает прилежным девушкам прясть, однако нерадивой девице может, напротив, спутать пряжу или подменить шерсть грубым лубяным волокном. Поощряет она и крестьян, трудящихся в поле (в том числе незаметно оставляя им пироги собственной выпечки), и женщин, ведущих домашнее хозяйство, и прилежных школьников.

Т. Кювье. Тётушка Ари раздаёт подарки детям. 1882

На Рождество, согласно верованиям, бытовавшим на территории Франш-Конте, именно тётушка Ари приносит подарки детям. С XX века она воспринимается прежде всего как рождественский персонаж, местный аналог Пера-Ноэля. Вечером 24 декабря она покидает горы и, нагрузив ослика подарками и лакомствами, везёт их детям, которые в течение года были послушными. Для детей в рождественскую ночь готовят специальную «праздничную» комнату, однако входить в неё нельзя, пока не раздастся звон колокольчика, означающий, что прибыла тётушка Ари со своим осликом. По «волшебному» сигналу двери открываются и дети вбегают в комнату, где их ждут накрытый стол и подарки, но саму дарительницу увидеть нельзя: она предпочитает оставаться невидимой. С тётушкой Ари связано и ещё одно зимнее поверье: когда шёл снег, во Франш-Конте говорили, что это тётушка Ари рвёт на клочки рубашку.
Тётушка Ари неизменно добра и щедра к людям, но может подвергнуть их испытанию, явившись, например, в образе нищенки, просящей милостыню, и наказать тех, кто не проявит милосердия. Рассказывалось, что однажды она одолжила нищей вдове своего ослика, а зимой не раз пускала озябших людей погреться в свою пещеру. Вместе с тем крестьяне старались не приближаться к её жилищу в ночное время, а днём оставляли тётушке Ари дары — хлеб, молоко и ветки омелы.

## Происхождение

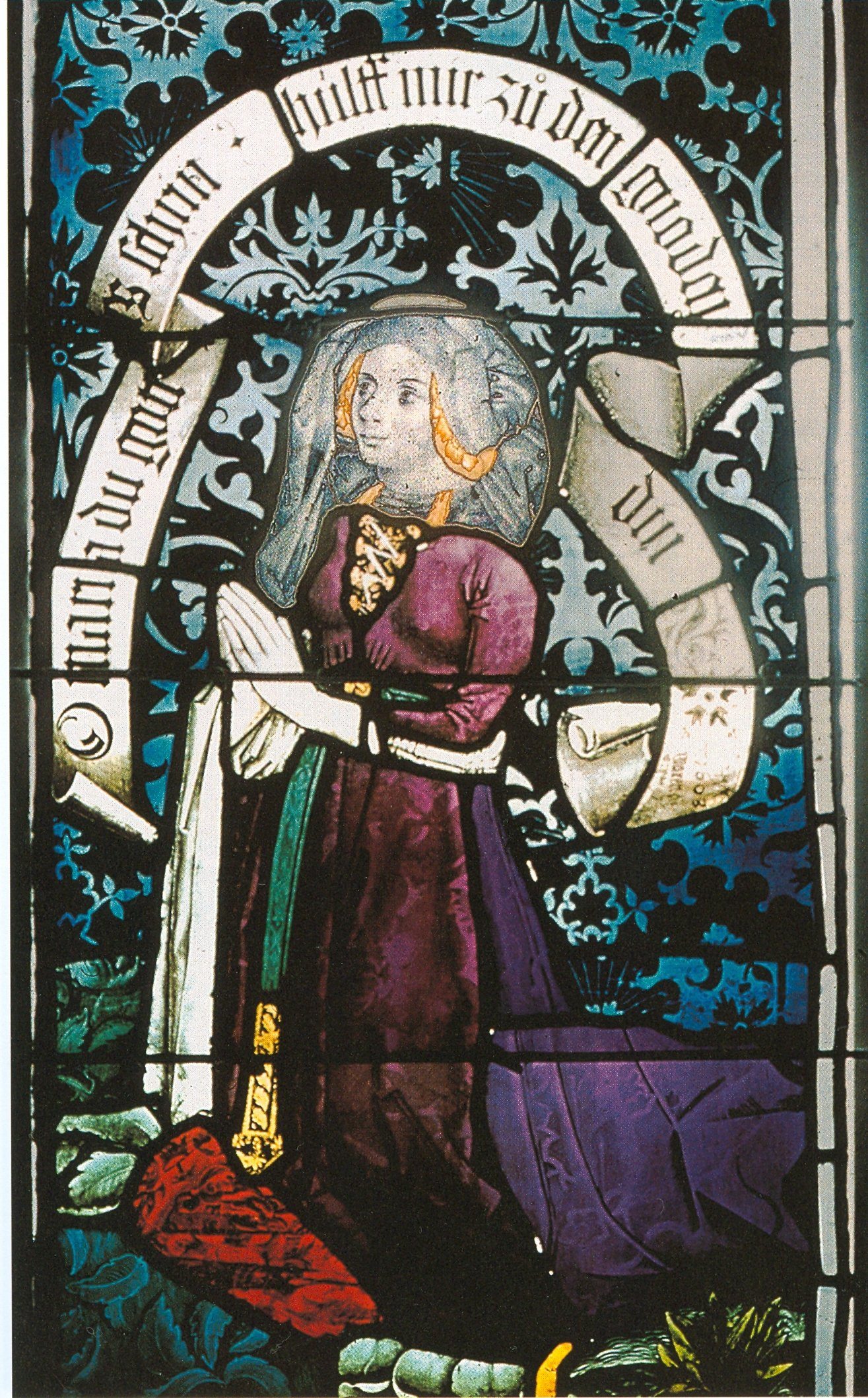
Генриетта Монбельярдская. Витраж Коллегиальной церкви в Тюбингене. Ок. 1477

По одной из версий, прообразом персонажа могло быть некое германское или бургундское женское божество либо демон; отмечается, что тётушка Ари имеет общие черты с Перхтой и Хольдой. Высказываются гипотезы о связи с кельтской мифологией (иногда её называют «последней дочерью друидов») или римской (вариант имени персонажа — Airie — возводят к латинскому aeria 'воздушная', одному из эпитетов богини Юноны). Кроме того, тётушку Ари соотносят с итальянской Бефаной: между ними усматривается немало общих черт.
Согласно ещё одной версии у персонажа был исторический прообраз: Генриетта д’Орб, графиня де Монбельяр (1385—1444), жена Эберхарда IV, графа Вюртембергского, и владелица замка Этобон. Доброта и щедрость графини (чьё имя местные жители произносили как «Ариетта» или «Эриетта», либо просто Ари/Эри) надолго остались в памяти народа и со временем породили легенду о доброй фее.

## Современность
В наше время на территории Франш-Конте, как и во всей Франции, главным дарителем рождественских подарков является Пер-Ноэль. Однако старинная традиция поддерживается: так, с конца 1990-х годов в Монбельяре тётушку Ари можно видеть, с 1 по 24 декабря, на местном рождественском базаре. Изображающая её актриса одета в соответствии с традиционными представлениями о внешнем виде тётушки Ари; её сопровождает ослица по имени Марион. Тётушка Ари раздаёт детям сладости и добрые советы, прохаживаясь вокруг или поджидая гостей в своей хижине, которую на время праздников строят в числе прочих рождественских декораций.

## Грот тётушки Ари

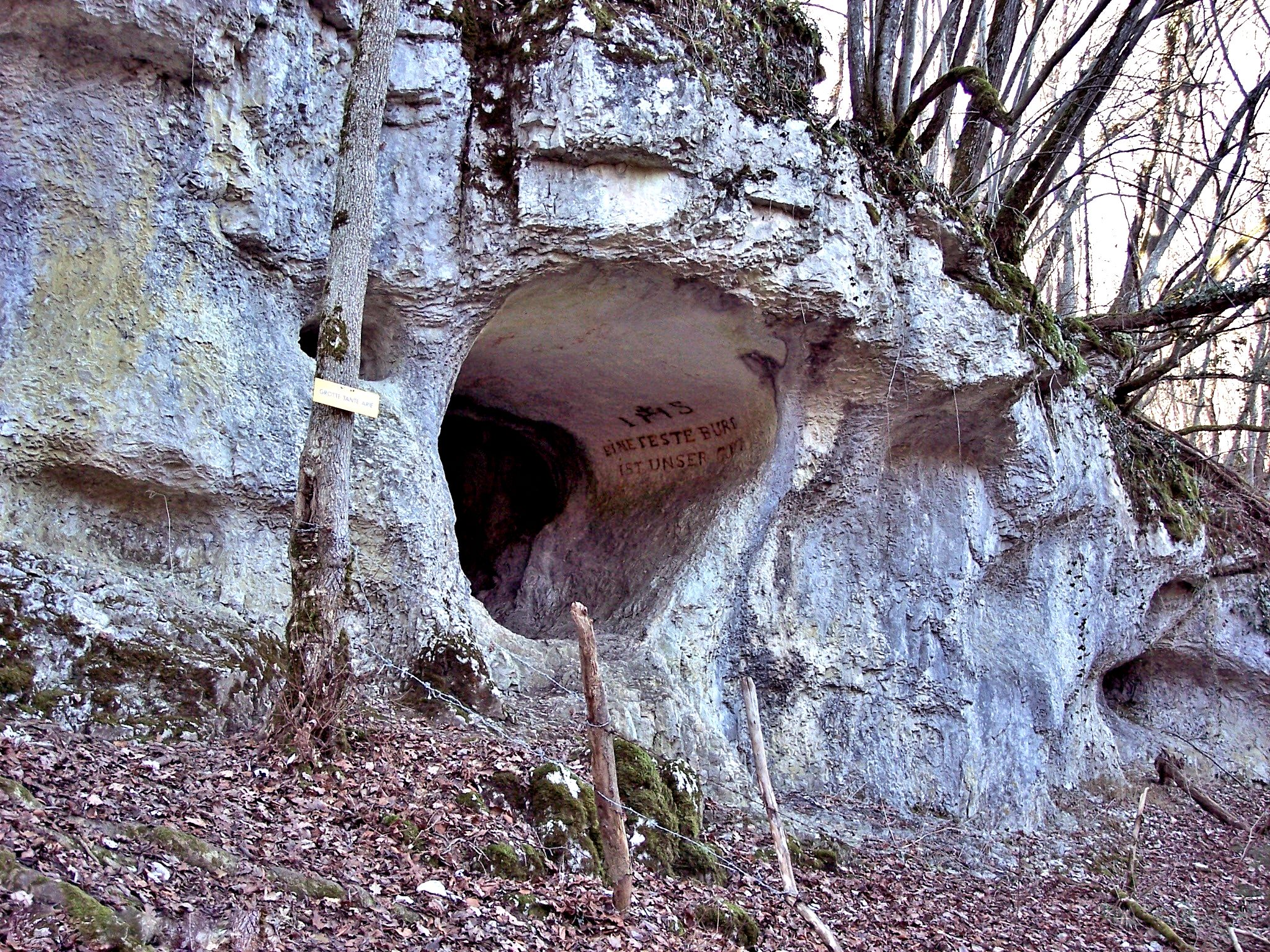
Грот тётушки Ари

В горной местности недалеко от деревни Пьерфонтен-ле-Бламон (департамент Ду) находится небольшая пещера, известная как «грот тётушки Ари» (фр. Grotte de la tante Arie). Её глубина — 6 м, диаметр круглого входного отверстия — 2 м. Справа у входа расположена надпись на немецком — цитата из гимна Мартина Лютера: «Ein feste Burg ist unser Gott» («Господь — нерушимая крепость») и христограмма IHS со знаком креста; слева — дата «1855». Надпись оставили немецкие студенты, обучавшиеся в протестантском училище неподалёку. Пещера доступна для осмотра; ряд туристических маршрутов предусматривает её посещение.